# (5139) Rumoi
(5139) Rumoi (1990 VH4) – planetoida z pasa głównego asteroid okrążająca Słońce w ciągu 4,82 lat w średniej odległości 2,85 j.a. Odkryta 13 listopada 1990 roku.